# Mako : Les mâchoires de la mort
Pour plus de détails, voir Fiche technique et Distribution.
Mako: Les mâchoires de la mort (en anglais : Mako: The Jaws of Death) est un film américain réalisé par William Grefé, sorti en 1976. Le film raconte l’histoire d’un homme solitaire qui apprend accidentellement qu’il a un lien télépathique et émotionnel avec les requins. Il finit par rejeter la société et entreprend de protéger les requins des gens. Le film a été tourné à Key West, en Floride. Ce film est l’un des premiers de la vague de films qui ont cherché à capitaliser sur la popularité du long métrage Les Dents de la mer (1975). Mako: The Jaws of Death, avec sa représentation sympathique des requins comme les véritables « victimes » de l’exploitation humaine, est remarquable dans le genre du film d'horreur maritime pour avoir dépeint les requins comme les héros et l’Homme comme le méchant.

## Synopsis
Sonny Stein (Richard Jaeckel) travaille comme maître-nageur sauveteur dans les îles Philippines. Il apprend qu’il a un lien avec les requins mako. Il reçoit de la part d’un chaman philippin un médaillon qui le protège des requins lorsqu’il est parmi eux. Devenu en marge de la société, Stein vit seul dans une petite maison sur pilotis au large de Key West, en Floride. Il développe une capacité à communiquer par télépathie avec les requins. Il entreprend alors de détruire quiconque fait du mal aux requins. Des gens entrent dans son monde étrange pour exploiter ses capacités et sa proximité avec ses « amis » requins. Il s’agit notamment d’un chercheur sur les requins qui fait des recherches contraire à l’éthique et d’un propriétaire de club de striptease d’une obésité morbide (Buffy Dee) qui veut utiliser un requin dans ses numéros de danseurs. Stein utilise les requins pour se venger de toute personne qu’il considère comme une menace. Il perd plus tard le médaillon et est lui-même tué par les requins.

## Fiche technique
- Titre français : Mako : Les mâchoires de la mort
- Titre original : Mako: The Jaws of Death
- Genre : horreur, thriller
- Réalisation : William Grefé
- Scénario : Robert W. Morgan
- Musique : William Loose
- Production : Mako Associates, Universal Majestic Inc.
- Pays de production :  États-Unis
- Durée : 91 minutes
- Année de sortie : 1976
- Date de sortie en salle en France : 11 avril 1979[1]

## Distribution
Sauf indication contraire, les informations mentionnées dans cette section peuvent être confirmées par la base de données cinématographiques IMDb,  présente dans la section « Liens externes ».
- Richard Jaeckel :  Sonny Stein
- Jennifer Bishop : Karen
- Buffy Dee : Barney
- Harold Sakata : Pete
- John Davis Chandler : Charlie
- Ben Kronen : Whitney
- Paul Preston : garde-côte
- Milton 'Butterball' Smith : Butter
- Bob Gordon : barman
- Jerry Albert : copain
- George Johnson : capitaine
- Richard O'Barry (sous le pseudo de Ric O'Feldman) : garde-côte
- Luke Halpin : garde-côte
- Dan Fitzgerald : adjoint
- Bob Leslie : client
- Raff Prieto : huissier
- Marcia Knight : secrétaire
- Dete Parsons : assistant